# Grönstjärtad sylf
Grönstjärtad sylf (Aglaiocercus kingii) är en fågel i familjen kolibrier.

## Utseende
Hane grönstjärtad sylf är mestadels smaragdgrön med blågrön strupe och en mycket lång kluven stjärt. Honan är mycket annorlunda, med kortare stjärt, fläckad strupe, beigefärgad buk och ett kort och vitt mustaschstreck.

## Utbredning och systematik
Arten delas in i sex underarter med följande utbredning:
- Aglaiocercus kingii kingii – östra delarna av Anderna i Colombia
- Aglaiocercus kingii margarethae – bergsområden i norra centrala samt kustnära Venezuela
- Aglaiocercus kingii caudatus – Anderna i norra Colombia och västra Venezuela
- Aglaiocercus kingii emmae – centrala och västra Anderna i Colombia samt nordvästra Ecuador
- Aglaiocercus kingii mocoa – centrala delarna av Anderna i södra Colombia till Ecuador och norra Peru
- Aglaiocercus kingii smaragdinus – östra delarna av Anderna i Peru och området Yungas i västra Bolivia

## Levnadssätt
Grönstjärtad sylf hittas i bergstrakter på mellan 1200 och 2500 meters höjd, i förberg och den subtropiska zonen. Den ses inne i molnskog och i dess kanter, men har också noterats besöka kolibrimatningar.

## Status och hot
Arten har ett stort utbredningsområde, men tros minska i antal, dock inte tillräckligt kraftigt för att den ska betraktas som hotad. Internationella naturvårdsunionen IUCN listar arten som livskraftig (LC).

## Namn
Fågelns vetenskapliga artnamn hedrar Philip Parker King (1791-1856), konteramiral i brittiska Royal Navy och samlare av specimen.

## Bilder

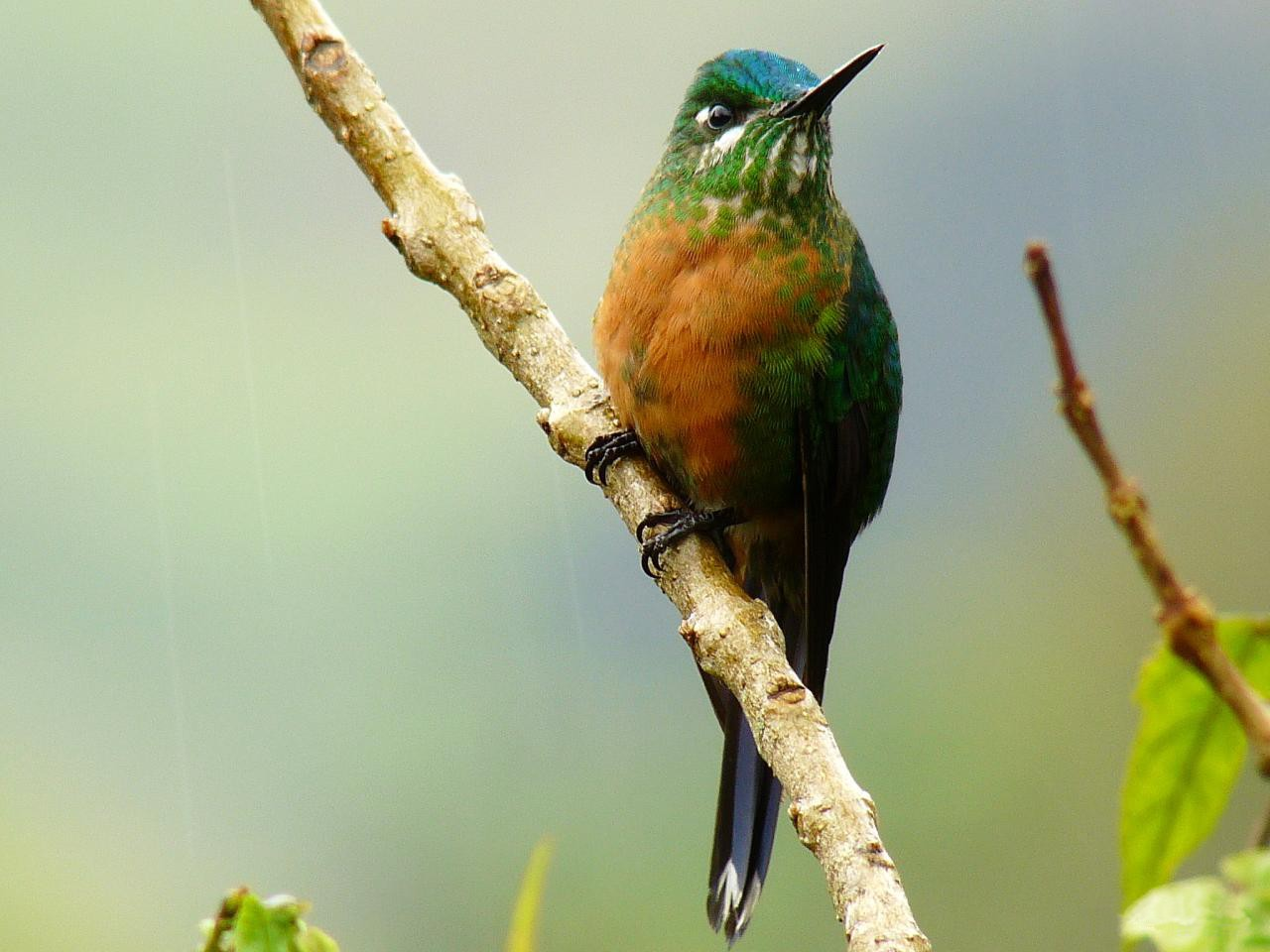
Hona i Manizales, Caldas, Colombia
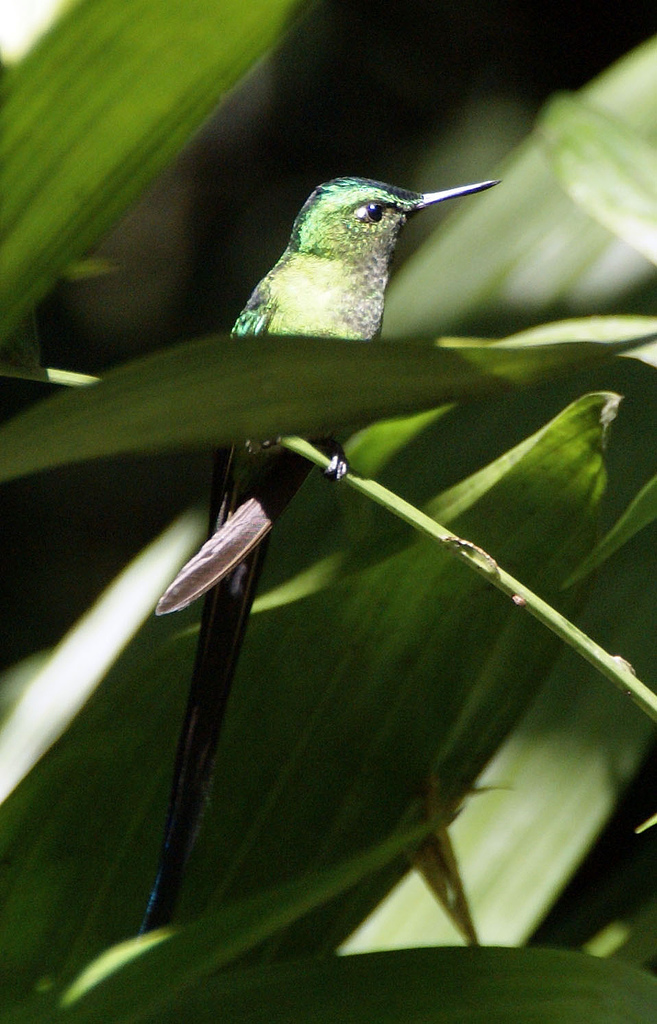
Ett exemplar i Peru